# 張若
张若（？—？），战国时期秦国蜀地的地方官。
前316年，秦惠文王派司马错灭蜀国，以张若为蜀国守。张若主持修筑成都城和郫城、临邛城。张若在蜀地三十余年，辅佐了三代蜀侯公子通、蜀侯煇，公孙绾，三代蜀侯都获罪被杀，只有张若居官如故。秦昭襄王杀死公孙绾后，不立蜀侯，专以蜀守张若治蜀。后张若东征楚国，得到巫郡和江南之地，作为秦的黔中郡。